# Dispositionskredit
Der Dispositionskredit (umgangssprachlich „Dispokredit“, auch nur „Dispo“) ist die von Kreditinstituten auf einem Girokonto eingeräumte, betraglich begrenzte Überziehungsmöglichkeit.

## Allgemeines
Nach Ziff 7 Nr. 1 AGB-Sparkassen wird ein Girokonto als Kontokorrent im Sinne des § 355 HGB geführt. Damit wird implizit sowohl die Möglichkeit von Habensalden als auch von Sollsalden vorgesehen. Seit 1957 wurde in Deutschland die bare Lohn- und Gehaltszahlung mittels Lohntüte verdrängt, weil immer mehr Unternehmen und Kommunalverwaltungen dazu übergingen, Löhne und Gehälter zu überweisen. Bereits 1958 gab es in der Sparkassenorganisation etwa 4,7 Millionen Girokonten. Von Karl Weisser erschien 1959 ein Buch mit dem Titel Bargeldlose Lohn- und Gehaltszahlung. Die Kreditinstitute ließen seitdem in Deutschland auch Kontoüberziehungen zu, solange sie in vertretbarem Verhältnis zu den monatlichen Lohn- oder Gehaltseingängen standen. In seiner heutigen Form führte die Kreissparkasse Köln den Dispositionskredit als eines der ersten Institute 1968 ein, um im zunehmenden Wettbewerb mit anderen Instituten zu bestehen.

## Rechtsgrundlagen
Ohne besondere Vereinbarungen müssen Verfügungen über Girokonten im Rahmen des Zahlungsverkehrs durch Bankguthaben gedeckt sein. Das verlangte auch das frühere Überweisungsrecht des § 676 Abs. 2 Satz 3 BGB a. F., wonach ein zur Ausführung der Überweisung ausreichendes Guthaben vorhanden sein muss. Vom Überziehen des Kontos spricht man, wenn das Guthaben oder eine ausdrücklich eingeräumte Kreditlinie für diese Verfügungen nicht ausreicht, die Verfügungen aber vom Kreditinstitut dennoch ausgeführt werden. Es handelt sich um eine sog. „geduldete Kontoüberziehung“. Die bloße Duldung einer Kontoüberziehung gibt dem Kunden gegenüber der Bank keinen Anspruch auf Kredit.
Der Dispositionskredit ist eine Form des unbefristeten Kontokorrentkredits und gestattet dem Kontoinhaber, Verfügungen im Rahmen des Zahlungsverkehrs auch ohne Kontoguthaben vornehmen zu dürfen. Der Dispositionskredit ist ein Darlehen im Sinne der §§ 488 ff. BGB, insbesondere § 493 BGB, wonach er als spezifischer Verbraucherdarlehensvertrag qualifiziert wird. Konkret ist die eingeräumte Überziehungsmöglichkeit in § 504 BGB geregelt, wonach sie als Verbraucherdarlehen in der Weise ausgestaltet ist, dass der Darlehensgeber in einem Vertragsverhältnis über ein laufendes Konto dem Darlehensnehmer das Recht einräumt, sein Konto in bestimmter Höhe zu überziehen. Voraussetzung ist dann, dass außer den Zinsen keine weiteren Kosten in Rechnung gestellt und die Zinsen nicht in kürzeren Perioden als drei Monaten belastet werden. Dann hat das Kreditinstitut den Kontoinhaber vor der Inanspruchnahme über folgende Eckdaten zu unterrichten:
- die Höchstgrenze des Darlehens,
- den zum Zeitpunkt der Unterrichtung geltenden Jahreszins,
- die Bedingungen, unter denen der Zinssatz geändert werden kann,
- die Regelung der Vertragsbeendigung

Die beiden letzten Bedingungen dürfen auf einem Kontoauszug erwähnt werden.
Keine Anwendung auf den Dispositionskredit finden § 492 BGB (Verbraucherdarlehensverträge) und § 495 BGB (Widerrufsbelehrung). Beim Dispositionskredit geht der Auszahlung durch die Bank stets der Abruf durch den Kunden voraus, mit dem das Darlehensangebot angenommen und damit der Anspruch auf Auszahlung begründet wird.
Entscheidend ist zudem die Volljährigkeit des Kontoinhabers. Da Kinder und Jugendliche unter achtzehn Jahren vor dem Gesetz als beschränkt geschäftsfähig gelten, wird ihnen nur das Führen eines Girokontos auf Guthabenbasis ermöglicht.

## Arten des Dispositionskredits
Es haben sich in der Praxis der Kreditinstitute zwei Arten herauskristallisiert. Entweder erhält der Kontoinhaber lediglich ein Schreiben der Bank, in dem die Krediteinräumung einseitig mitgeteilt wird, oder es erscheint eine einfache Information auf dem Kontoauszug, dass ab sofort ein Dispokredit genutzt werden kann. Rechtlich gesehen handelt es sich bei beiden Formen eines Kreditangebots um eine „einseitige Willenserklärung“ der Bank. Bei einem derartigen Dispositionskredit geht der Auszahlungshandlung der Bank stets der Abruf durch den Kunden voraus, mit dem die einseitige Willenserklärung angenommen und damit der Anspruch auf Auszahlung begründet wird. Hier besteht – möglicherweise nur für kurze Zeit – rechtlich ein Darlehensanspruch, der mit dem Abruf als angenommen gilt. Mit der Verfügung durch den Kontoinhaber kommt somit rechtswirksam ein Darlehensvertrag nach § 488 BGB zustande.
Bei der ungenehmigten Kontoüberziehung besteht dagegen vor der im Belieben der Bank stehenden Durchführung der Zahlungsanweisung – die zugleich die konkludente Annahme des Kundenangebots auf Abschluss des Darlehensvertrages darstellt – kein Anspruch auf den Kredit.

## Bedingungen
Die im einseitigen Schreiben der Bank oder im Kontoauszug genannte Kreditlinie ist die Grenze, bis zu der die Bank bereit ist, Verfügungen im Zahlungsverkehr auch ohne Kontoguthaben auszuführen. Voraussetzung hierfür sind regelmäßige Zahlungseingänge auf dem Girokonto (beispielsweise Nettogehalt, Unterhalt, Rente etc.), von denen dann meist der zwei- bis dreifache Wert als Kreditlinie vom Kreditinstitut festgelegt wird. In der Regel werden für diese Kreditgewährung keine Sicherheiten verlangt (Blankokredit). Von Kontoinhabern wird erwartet, dass sie die Kreditinanspruchnahme möglichst innerhalb von zwei bis drei Monaten problemlos zurückzahlen können, damit eine dauerhafte und wachsende Verschuldung vermieden wird und ein „Einfrieren“ des Dispokredits verhindert werden kann. „Einfrieren“ bedeutet in diesem Zusammenhang, dass der Sollsaldo für einen Zeitraum von mehr als sechs Monaten auf einem bestimmten Niveau verharrt und nicht durch Kontogutschriften wesentlich und nachhaltig vermindert wird. Weiterhin ist der Kontoinhaber verpflichtet, innerhalb des vereinbarten Rahmens zu disponieren. Beabsichtigte Überschreitungen des vereinbarten Limits sind nur statthaft, wenn sie vorher mit der Bank abgestimmt wurden. Der Dispokredit lebt automatisch wieder auf, auch wenn das Girokonto zwischenzeitlich Guthaben ausgewiesen hat.

## Kreditzinsen
Für die Nutzung des Dispokredits werden tageweise Sollzinsen berechnet. Beim Überziehen des festgelegten Kreditlimits fallen zusätzlich Überziehungszinsen an. Die Zinsen werden im Rahmen des Rechnungsabschlusses meist quartalsweise dem laufenden Konto belastet.
Der Zinssatz für den Dispokredit ist variabel und richtet sich nach den aktuellen Marktzinsen. Zinsen werden nur für den Betrag fällig, der auch tatsächlich genutzt wurde. Der Dispokredit ist ohne vorherige Abrufnachricht einsetzbar (daher sein Name Dispositionskredit von lat. „disponere“ für „verfügen“) und kann genauso ohne besondere Ankündigung unregelmäßig und in unterschiedlichen Beträgen zurückgezahlt werden.
Die Zinsen sind im Vergleich zu anderen Kreditformen relativ hoch. Aus diesem Grund sollte eine Umschuldung in einen zinsgünstigeren Ratenkredit vorgenommen werden, sofern eine dauerhafte Inanspruchnahme des Dispokredits absehbar ist. Wird der Dispokredit mehr als sechs Monate ununterbrochen mit einem bestimmten Grundbetrag in Anspruch genommen, liegt ein „eingefrorener Dispokredit“ vor, bei dem die Zinslast spürbar wirkt. Das Magazin Finanztest der Stiftung Warentest ermittelte im August 2013 bei 1538 Banken und Sparkassen in Deutschland einen durchschnittlichen Zinssatz von 11,31 Prozent für Dispokredite. Die Spanne reichte dabei von 4,2 Prozent bis 14,75 Prozent. In einer Folgeuntersuchung im  September 2015, die 1.472 Banken und Sparkassen erfasste, lag der durchschnittliche Zinssatz bei 10,25 Prozent.

## Kündigung
Nach den AGB der Sparkassen ist eine ordentliche Kündigung, zumindest im Fall der Sparkassen, ohne Einhaltung einer besonderen Frist möglich (Nr. 26 Abs. 1 AGB Sparkassen). Eine fristlose Kündigung des Kredits ist nur aus wichtigem Grund möglich, Beispielfälle hierfür sind in Nr. 26 Abs. 2 AGB – nicht abschließend – aufgezählt. Hierzu zählt auch eine wesentliche Verschlechterung der Vermögensverhältnisse (Nr. 26 Abs. 2 a AGB) oder die Einleitung der Zwangsvollstreckung gegen den Kontoinhaber (Nr. 26 Abs. 2 d AGB; etwa Kontopfändung). Nach den §§ 488, 489 BGB zu Verbraucherdarlehensverträgen muss eine Kündigungsfrist nicht eingehalten werden, wenn sich die Vermögensumstände so drastisch ändern, dass eine Kredittilgung gefährdet wird. Eine Kündigungsfrist gibt es in einem solchen Fall nicht. Nach der Kündigung werden geschuldete Beträge, also auch Inanspruchnahmen des Dispokredits, sofort fällig (Nr. 26 Abs. 3 AGB).

## Pfändbarkeit
Bei einer Kontopfändung ist zwischen offen eingeräumten Dispokrediten und lediglich geduldeten Kontoüberziehungen zu unterscheiden. Pfändbar sind nur die freien Teile der im Rahmen einer vereinbarten Kreditzusage bereitgestellten Geldmittel. Die Pfändung greift hier jedoch nur, wenn der Kontoinhaber diese freien Teile abruft (also durch Barabhebung oder Überweisung darüber verfügt). Verfügt der Kunde jedoch nicht, greift auch die Pfändung nicht.

## International
In Österreich wird der Dispositionskredit eher „Überziehungsrahmen“, „Kontorahmen“ oder einfach Kontoüberziehung genannt. Sie entsteht oft automatisch und stillschweigend aufgrund regelmäßiger Kontogutschriften, längerer Kontoverbindung sowie anstandsloser Kontogebarung und wird dem Kontoinhaber zumeist automatisiert (und ohne Verlangen) eingeräumt.
In der Schweiz hingegen ist die Kontoüberziehung in Form des „Dispokredits“ zwar möglich, aber bankunüblich.
Im angelsächsischen Ausland wird der Dispositionskredit „overdraft“ genannt.
In Italien ist der Dispositionskredit (scoperto) ebenfalls üblich.
In Litauen ist der Dispositionskredit (sąskaitos kreditavimas) lediglich für Firmenkonten üblich. Für Verbraucherkonten werden Dispositionskredite von keiner Bank mehr angeboten (Stand Mitte 2024).